# جون ليلاند أتوود
جون ليلاند أتوود (بالإنجليزية: John Leland Atwood)‏ هو مهندس أمريكي، ولد في 26 أكتوبر 1904 في والتون في الولايات المتحدة، وتوفي في 5 مارس 1999.